# Be My Baby (Cappella)
Be My Baby è un singolo del 1997 dei Cappella.
Il disco raggiunse la posizione numero 53 nel Regno Unito e la 16 nella Hot Dance Club Play.

## Tracce
CD-Maxi 
1. Be My Baby (Bix Radio Remix)		3:44
2. Be My Baby (Bix Mix)		5:27
3. Be My Baby (Bismark Mix)		7:00
4. Be My Baby (Praia Latina Mix)		5:20
5. Be My Baby (R.A.F. Zone Mix)		6:54
6. Be My Baby (Van S Hard Mix)7:15[3]